# Samuel Hlavaj
Samuel Hlavaj (* 29. květen 2001, Martin, Slovensko) je slovenský hokejový brankář, který má smlouvu s klubem NHL Minnesotou Wild.

## Klubová kariéra
Samuel Hlavaj je odchovancem MHC Martin, v jehož mládežnických strukturách působil do sezóny 2017/18. Ve slovenské extralize debutoval ve stejném ročníku v týmu slovenské dvacítky.
V ročníku 2018/19 odešel do zámoří, začínal v americké juniorské lize USHL v klubu Lincoln Stars, od roku 2019 byl pak členem týmu Sherbrooke Phoenix působícím v QMJHL.
V premiérové sezóně za Sherbrooke se zařadil mezi nejlepší brankáře ligy, ve 39 odehraných zápasech vychytal až 33 výher, ale kvůli pandemii Covid-19 se mu nedostalo navázat na výborné výkony v play-off. Druhá sezóna za Phoenix už nebyla tak úspěšná, Hlavaj naskočil do dvaceti zápasů, k výhře dovedl jen sedm a Sherbrooke vypadlo už v prvním kole vyřazovací části.
V sezóně 2021/22 se vrátil na Slovensko, na smlouvě se dohodl se Slovanem Bratislava. V premiérové sezóně za mužstvo z hlavního města naskočil jen do devíti duelů, větší zápasové porce se mu dostalo ve druhé lize v rezervním celku Modrá křídla Slovan.
Většinu následujícího ročníku 2022/23 strávil v nejvyšší hokejové soutěži, za Slovan naskočil do 18 zápasů, ale v play-off dostal příležitost pouze v jediném utkání a favorizovaný Slovan vypadl už v prvním kole. Na konci klubové sezóny se dohodl na přestupu do české extraligy, kde v sezóně 2023/24 oblékal dres Plzně.

## Reprezentační kariéra
V národním týmu Slovenska se poprvé představil na šampionátu do 18 let v dubnu 2018. Na turnaji zastával pozici brankářské dvojky vedle Samuela Vyletelky, naskočil pouze do úvodního zápasu turnaje proti Finům. Na stejném turnaji se představil o rok později, to už zastával daleko důležitější roli a odehrál čtyři utkání.
Na mistrovství světa hráčů do 20 let startoval hned třikrát, představil se na turnajích v letech 2019, 2020 a 2021.
V seniorské reprezentaci debutoval v ročníku 2022/23, hrál na Mistrovství světa ve Finsku a Lotyšsku.
O rok později nastoupil na Mistrovství světa v Česku 2024.